# 佐佐木癭蚜
佐佐木癭蚜（学名：Astegopteryx sasakii）为扁蚜科刺額扁蚜屬下的一个种。